# Гринян
Гринян (на словенски: Grinjan) е село в Словения, Обално-крашки регион, община Копер. Според Националната статистическа служба на Република Словения през 2002 г. селото има 88 жители.